# Río Penfeld
El Penfeld, Penfell en bretón, es un curso fluvial costero de 16 km. En su orilla izquierda (este) se encuentra la ciudad de Brest en Finistère.

## Curso
Su nacimiento se encuentra en la ciudad de Gouesnou. Pasa por Bohars y Guilers antes de desembocar en la Rada de Brest. The Penfeld fluye a lo largo del antiguo curso del río Aulne, desplazado hacia el oeste al encontrarse con el Goulet de Brest, un estrecho de 3 kilómetros que une el Océano con la Rada de Brest. El origen interglacial del río explica su profundidad, que permite el paso de barcos de gran calado así como mareas de hasta casi 8 metros.
En Brest, el Penfeld es cruzado por el Pont de l'Harteloire y, río abajo, por el Pont de Recouvrance, el mayor puente de elevación vertical de Europa, hasta que fue destronado por el puente levadizo de Rouen en 2007.
En sus últimos kilómetros, entre terraplenes de 25 a 30 metros, el Penfeld fluye a través de la base naval de Brest, existiendo en su desembocadura (de reconocida importancia estratégica desde la antigüedad) el château de Brest.